# Сражение при Апоскеп
Сражението при Апоскеп от 16 - 17 (29 - 30) август 1903 година по време Илинденско-Преображенското въстание, разиграло се в Източно Костурско, при което е спряно въстаническото настъпление на Вътрешната македоно-одринска революционна организация към град Костур.

## Развой
Къде седемъ часа зеха да излизатъ нагоре къде нази и ние вземаме (взехме) мѣрки моментално за пусиитѣ кой на къдѣ, предната частъ Смърдешкия центъръ (центрова чета), въ дѣсно Апоскепския, отъ лево Дамбенския и Косинецкия центрове (центрови чети) и му дадохме да разбери че не му се оплашиме, и въ Костуръ вътре турцитѣ бѣха въ тревога, отъ Костуръ изкарае (изкараха) целия аскеръ, едни отъ горе други отъ долу така щото имаха намѣрение да ни завъртатъ (обградятъ) но се видоха въ тесно и ги пребихме, бегаха като крави. Завъртиха (заобиколиха) отъ десно съ сила голѣма. Искаха да избегатъ (нѣкои отъ възстаницитъ) но благодарение на Смърдешкия центровъ войвода, той ги върна назадъ съ голѣма сила и орѫжие употрѣбихъ орѫжие противъ децитѣ (момчетата). Турцитѣ удариха на долу къде Ковачо, но Чекаларовъ съ една група зае върхътъ Ковачо и ги спре назадъ така щото отъ вситѣ страни се опитаха за да намѣрятъ слаба страна, но не получиха отъ никъде а само се уплашиха и засвириха отстѫпление. Убити отъ наша страна само двама, отъ Апоскепъ Петъръ Бега и отъ Жупанища Киро Аргировъ и орѫжието имъ прибрахме и ги посипахме (погребахме) въ каменитѣ, а отъ турска страна се (сѫ) паднали сума калабелъкъ. Това славно сражение му даде да разбере на агитѣ (даде на агитѣ да разбератъ) че на нашитѣ не може да му сторе нищо въ Костурско, макаръ че употрѣби (употрѣбиха) сила двадесеть хиляди аскеръ за да потуши възстанието. Вретъ (всѣкѫде) показахме въобще сички храбрость и отличие.
.
Отрядът на Васил Чекаларов от 450 души се насочва към Костур на 16 август 1903 година, но 100 четници под водачеството на Стерьо Стерьовски се отделят и правят наказателна акция в Брезница, след което се разполагат на връх Дулите над Апоскеп, в което вилнеят 200 души турски аскер. В приготвената засада загиват десет турски войници, а останалите се изтеглят с бягство към Костур. Турският гарнизон в града и части от селата, на брой над 5 000 войници, настъпват към височините на Апоскеп същия ден. Четниците междувременно заемат труднодостъпните върхове Летников (Летничков) връх, Вардарска глава и Ковачо като дават тежък отпор на настъпващите аскери. Отзвукът от сражението всява паника в градското население, а до вечерта с помощта на артилерия турците завземат височината Летников връх и подготвят нападение над Ковачо. Но спусналата се вечер позволява на четниците да се изтеглят без допълнителни жертви. На следващия ден турците опожаряват селото.